# Afonso Gonçalves Baldaia

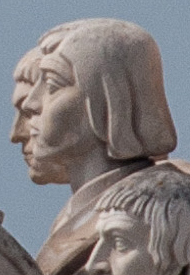
Escultura de Afonso Gonçalves Baldaia en Lisboa, Portugal

 Afonso Gonçalves Baldaia (a veces, en español, Alfonso), fue un navegante portugués del siglo XV, nacido en Oporto, conocido porque en 1435 capitaneó uno de los dos barcos que cruzaron el trópico de Cáncer por primera vez entre los navegantes europeos conocidos, desde que lo hicieran los fenicios en el año 813 a. C.